# صناعة الأحذية

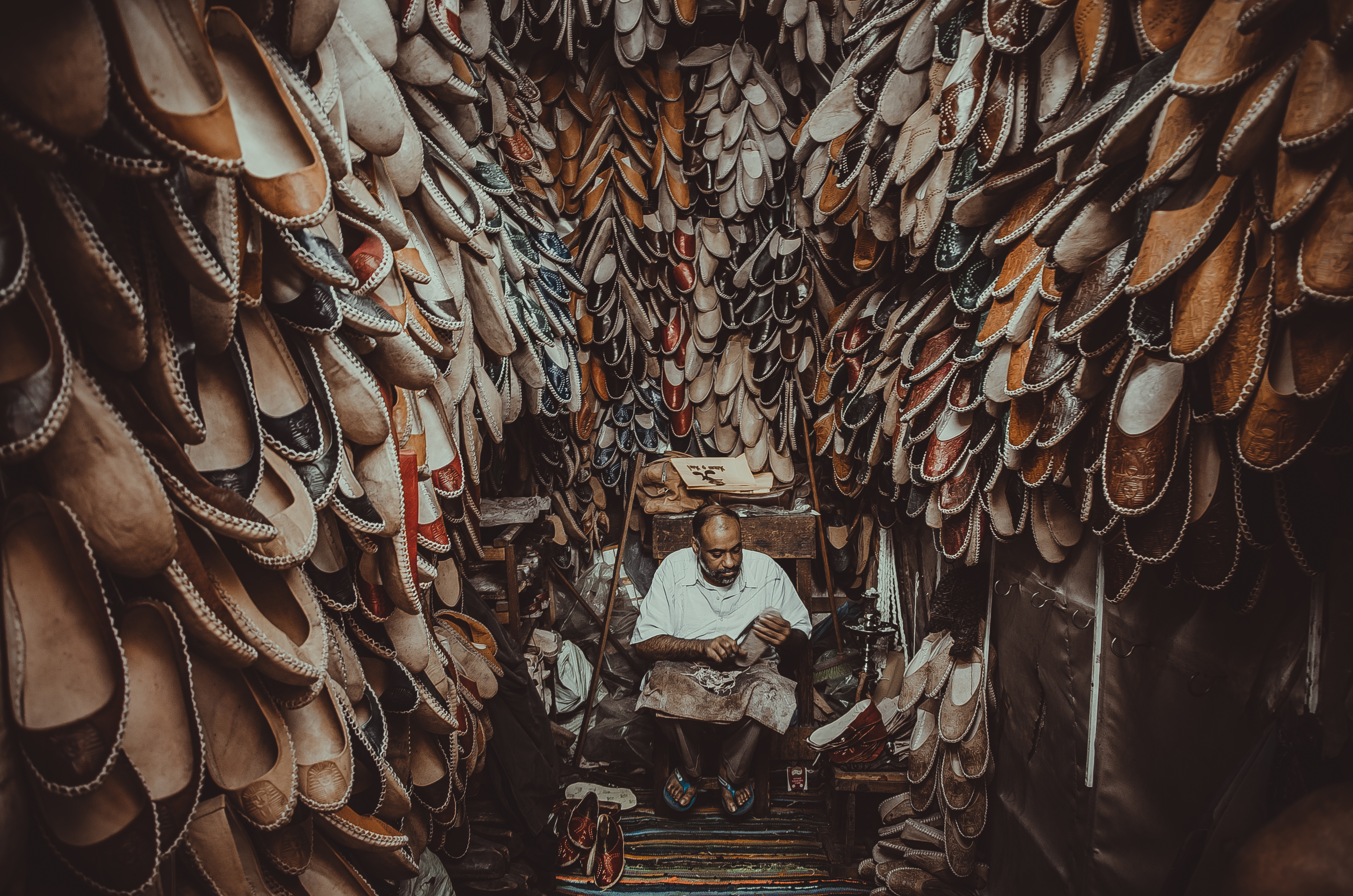
صانع احذية في القاهرة

بدأت صناعة الأحذية قديما بشكل يدوي ولكن الآن تستخدم الآلات بشكل كبير في إنتاجها.

## تاريخ
اكتشف الإنسان البدائي الحاجة إلى حماية قدميه عندما كان يضطر إلى شق طريقه عبر الصخور، لذلك فإن الأحذية الأولى، وربما كانت صنادل، كانت عبارة عن خف من الأعشاب أو سيورا من الجلد أو حتى قطعا مسطحة من الخشب، كان الإنسان الأول يشدها إلى أخمص قدميه بسيور من الجلد يربطها حول كاحليه، ومن الطبيعي أن هذه الصنادل لم تكن كافية لحماية القدمين في المناطق الباردة، لذلك أضاف إليها الإنسان مواد أخرى تطورت تدريجيا إلى أحذية.
وكان المصريون أول شعب متحضر يصنع الأحذية، و قد استخدموا لبادات من الجلود أو ورق البردى كانوا يشدونها إلى القدم بواسطة رباطين، ولحماية إبهام القدمين كانوا يرفعون مقدمة الصندل إلى أعلى.
و تقدم الرومان خطوة أخرى وصنعوا نوعا من الأحذية أسموه "كالسيوس"، كانت له 8 شقوق على الجانبين ورباط يعقد في المقدمة، وقد صنعوا هذا النوع من الأحذية بأشكال مختلفة كانت تنتعلها الطبقات المختلفة في المجتمع الروماني.
و طور الناس في المناطق الباردة على الأرض نوعا من الأحذية بشكل مستقل، فعلى سبيل المثال كانوا أحيانا يرتدون أكياسا محشوة بالعشب يربطونها حول القدمين. و بمرور الوقت، تطورت هذه إلى "المقسين" (حذاء لا كعب له مصنوع من جلد ناعم) الذي يستخدمه الإسكيمو والهنود الحمر.
أما أحذيتنا الحديثة فإن بداياتها تعود إلى أيام الحروب الصليبية، فقد كان الصليبيون يذهبون في رحلات حج طويلة وكانوا بحاجة إلى حماية أقدامهم، لذلك أصبح من الضروري صنع أحذية تدوم طويلا. و مع مرور الوقت، بدأت الأحذية الجلدية الجميلة جدا تظهر في فرنسا وإيطاليا وإنكلترا.
و كانت الأحذية دائما عرضة لتقلبات الموضة. فعلى سبيل المثال، انتشرت في زمن جيمس الأول ملك إنكلترا موضة الكعب العالي.
و كانت الجلود الناعمة جدا منتشرة كموضة في المجتمع، وكان المشي فيها صعبا، لكن الناس تمسكوا بانتعالها. و قبل ظهور الكعب العالي، كان هناك وقت اعتبرت فيه الأحذية المستطيلة في مقدمتها حيث يقع الإبهام موضة. و كانت هذه الأحذية ضيقة جدًا وكان طول الإبهام يتراوح بين 12 و 15 سنتمترًا، وكانت مقدمة الحذاء لذلك مستدقة.
و دخلت صناعة الأحذية الولايات المتحدة الأميريكية مع ثوماس بيرد في عام 1629م